# Jovan Plamenac
Jovan Plamenac (crnog. ćiril. Јован Пламенац, Crmnica, Kneževina Crna Gora 1879. – okolica Cetinja 1944.), ministar, crnogorski premijer, predsjednik Crnogorske narodne skupštine, glavni organizator Božićne pobune 1919. godine, borac Za Pravo, Čast i Slobodu Crne Gore, slobodni zidar, publicist, strijeljali ga partizani.

## Karijera
Gimnaziju završio u Beogradu a iz učiteljske škole u Aleksincu (Kraljevina Srbija) su ga protjerale srpske vlasti 1899. s velikom grupom drugih kasnije poznatih Crnogoraca (Mihailo Ivanović, Savo Vuletić, itd.). Učiteljsku je školu završio u Pakracu (Hrvatska) a Filozofski fakultet u Njemačkoj.
Po povratku u domovinu, zastupnik u crnogorskom parlamentu od 1906. godine, ministar prosvjete i crkvenih djela (1907. – 1909.), ministar unutarnjih poslova (1907. – 1910.), predsjednik Crnogorske narodne skupštine (1911.), pa ponovno ministar unutarnjih poslova (1912. – 1913.), kada napušta državnu službu.

## Emigracija
Srpske su vojne vlasti po okupaciji Kraljevine Crna Gora listopada 1918. mislile kako je Jovan Plamenac, zbog rezignacije iz 1913. godine, pogodan za manipuliranje. Srpski ga je dotpukovnik Svetislav Simović pozvao da održi govor uoči Podgoričke skupštine, ali je Plamenac na jednom skupu na Cetinju agitirao žestoko protiv srpske okupacije.
Nekih mjesec dana nakon Podgoričke skupštine, Plamenac je glavni organizator i inspirator Božićne pobune, te crnogorskog ustanka koji je potom uslijedio. Plamenca je pozvao Kralj Nikola I. Petrović da dođe u inozemstvo, te je on početkom 1919. imenovan za premijera i ministra vanjskih poslova. 
Vodio je snažnu diplomatsku i vojnu akciju u pokušaju restauriranja crnogorske države (vidi: Crnogorska vojska 1919. – 1921.).
Vlada Jovana Plamenca se notom od 16. listopada 1920. godine obratila generalnom tajniku Društva naroda s molbom da se delegacijama na skupštini podijeli dokumentacija o postupcima velikih sila prema Crnoj Gori i o ponašanju srpskih trupa u Crnoj Gori. 
Društvu naroda su predati dokumenti pod sljedećim nasolovima (citirano na crnogorskom):
- "Crna Gora pred Društvom naroda ";
- "Dokumenta o srpskim zvjerstvima u Crnoj Gori ",  i
- "Memorandum o suđenju crnogorskim rodoljubima pred srpskim vojnim sudom".

Na dužnosti premijera je Plamenac ostao do 15. lipnja 1921. kada je podnio ostavku. Nakon smrti posljednjega crnogorskog premijera u egzilu, generala Milutina Vučinića, Plamenac je pokušao rujna 1922. preuzeti premijersko mjesto, no za to nije imao podršku kraljice Milene Petrović, supruge tada pokojnoga kralja Nikole. 
Fašističke talijanske su ga vlasti protjerale, te je Plamenac otputovao za Sjedinjene Američke Države, gdje je u New Yorku još jednom pokušao pokrenuti crnogorsku stvar s mrtve točke.

## U Beogradu
Nakon amnestije, doselio se Plamenac početkom 1925. u Beograd, gdje je od Vlade Kraljevine SHS (Nikola Pašić - Svetozar Pribićević) dopio zaposlenje i plaću u rangu ministra I. klase. No, uistinu, to je bila formalnost, jer je Plamenac odbijao raditi bilo što. Srbi su ga, premda im je bio ljuti protivnik, veoma cijenili i nastojali su ga korumpirati ne bi li agitirao i trajno "smirio" Crnu Goru. 
Nakon što su Plamenca u odvojene audijencije primili Nikola Pašić i Kralj Aleksandar Karađorđević, Crnogorci "ujedinitelji" jako su se bunili. Nikola Đonović je pisao protestne pamflete a zastupnik Risto Jojić u Skupštini podnio interpelaciju.
Plamenac je mirno živio u apartmanu hotela Moskva u Beogradu. Tijekom 1930-ih oglašavao se u tadašnjem tisku i u oštrim polemikama branio je sebe, Crnu Goru i Crnogorce. 
Protivnici su mu pripisivali vlastoljublje, pretjeranu ambicioznost i surovost, no nitko mu nije osporio, dapače, ludu hrabrost, principijelnost i lično poštenje.

## Ubojstvo
Do 1944. je Plamenac bio u Beogradu. Nitko od historičara nije utvrdio zbog čega je točno Plamenac sredinom 1944. usred ratnoga kaosa prevalio put od Beograda do rodne Crne Gore. 
Uhitili su ga crnogorski partizani i po kratkom postupku strijeljali negdje u okolici Cetinja.

## Vanjske poveznice
- Diplomatska akcija Jovana Plamenca:Crna Gora i Društvo naroda 1920 - 1924.
- TV emisija o Jovanu Plamencu (RTVCG, na crnogorskom jeziku)